# Diagrama de temps
Un diagrama de temps, en el Llenguatge de modelització unificat 2.0, és un tipus específic de diagrama d'interacció, on l'atenció se centra en les limitacions de temps. Els diagrames de temps s'utilitzen per explorar el comportament dels objectes al llarg d'un període determinat. És una variant molt semblant al diagrama de seqüència. Les diferència entre el diagrama de temps i el diagrama de seqüència està en el fet que els eixos s'inverteixen de manera que el temps s'incrementa d'esquerra a dreta i les línies de vida es mostren en compartiments separats disposats verticalment.